# Monte Friesland
Il Monte Friesland (in lingua inglese: Mount Friesland) è una montagna antartica, situata nell'omonimo Friesland Ridge, che con i suoi 1.700,2 m di altezza è la più alta elevazione dei Monti Tangra dell'Isola Livingston, nelle Isole Shetland Meridionali, in Antartide. È il più a nordovest tra i sei picchi principali del Friesland Ridge. 
Il clima nell'area è notoriamente pessimo, tanto che l'esperto scalatore antartico Damien Gildea che è salito su molte delle vette della zona lo ha definito semplicemente il peggior clima al mondo.

## Delimitazioni
La sua diramazione settentrionale è collegata al Pliska Ridge dal Nesebar Gap a ovest, e al Bowles Ridge dal Wörner Gap a nord. a est il monte è collegato al Presian Ridge e più avanti alla Catalunyan Saddle e al Lyaskovets Peak. A sud-sudovest è collegato da una breve selletta alla cosiddetta The Synagogue una aguzza formazione ghiacciata con il nucleo roccioso che va a congiungersi al vicino St. Boris Peak. Il picco è ricoperto da una spessa coltre di ghiaccio ed è pieno di crepacci. Sormonta a ovest il Ghiacciaio Huntress, a nord-nordovest il Ghiacciaio Perunika, a nordest il Ghiacciaio Huron e a sudest il Ghiacciaio Macy.

## Altezza
La misurazione precisa dell'altezza di questa montagna ha avuto un decorso molto travagliato. Fu stimata in 1.684 m da una rilevazione bulgara del 1995/96; il valore attuale fu calcolato da una misurazione australiana con il GPS nel 2003, pressoché corrispondente a una nuova misurazione a 1.702 m fatta dalla spedizione antartica bulgara Tangra 2004/05.
Lo spessore del ghiaccio è soggetto a cambiamenti che provocano variazioni nella misurazione dell'altezza delle vette. In base alle rilevazioni bulgare condotte con il GPS da D. Boyanov e N. Petkov, l'altezza del Monte Friesland era di 1.693 m nel dicembre 2016, il che lo rendeva a quel tempo più basso dell'adiacente St. Boris Peak (il cui punto più settentrionale, la formazione di ghiaccio detta The Synagogue si alza fino a 1.699 m).

## Storia
Il monte era già conosciuto dai cacciatori di foche americani e inglesi nel 1820-21, e veniva indicato variamente come "Peak of Frezeland", "Friezland Peak" e "Friesland Peak". Agli inizi del 1900 il nome "Barnard" applicato nel 1825 da James Weddell al vicino Needle Peak, fu trasferito a questo monte che divenne quindi il "Monte Barnard". Il nome originale è stato riapplicato recentemente con la dizione "Friesland" che sembra essere quella più frequentemente usata rispetto alle altre versioni. Tuttavia per preservare la memoria storica dell'area, la denominazione Barnard Point è stata approvata per un punto situato sul fianco sudorientale dell'entrata della False Bay.

## Ascensioni
La prima ascensione alla vetta del Monte Friesland è stata compiuta il 30 dicembre 1991 dagli scalatori catalani Francesc Sàbat e Jorge Enrique partiti dalla Base antartica spagnola Juan Carlos I. In loro onore sono state denominate la Sàbat Hill e la Enrique Hill. 
La vetta è stata nuovamente scalata e rilevata con il GPS il 20 dicembre 2003 dagli australiani Damien Gildea, John Bath e dal cileno Rodrigo Fica, i quali produssero una nuova mappa dell'isola nel 2004, basata sulle immagini da satellite spagnole e sulle loro rilevazioni GPS.
La terza ascensione è stata effettuata dai bulgari Lyubomir Ivanov e Doychin Vasilev, partiti dal Campo Accademia il 15 dicembre 2004. Tutti utilizzarono la via orientale Sàbat–Enrique per raggiungere la vetta, che parte dal Campo Accademia (541 m) attraversando la Catalunyan Saddle (1.260 m) e il Presian Ridge (1.456 m).